# 공동통치령
공동통치령(共同統治領, Condominium)은 국제법상 여러 주권국가의 공식적인 합의에 따라 해당국의 주권이 동시에 미치거나 공동으로 관리하는 지역을 말한다.
공동통치령이라는 개념은 이론상으로나 존재할 수 있는 것으로 여겨지곤 하지만, 실제로도 간혹 공동통치가 이뤄지는 경우가 있다. 다만 상호간의 합의가 한번이라도 무너지는 순간 공동통치령이라는 지위를 보장받을 수 없기 때문에, 각국이 공동으로 주권을 행사하는 것 자체가 어렵다는 중대한 문제가 남아있어, 그 사례는 소수에 그친다.
역사적으로 유명한 공동통치령의 경우엔 키프로스 섬의 동로마와 이슬람 왕조의 공동통치가 있다.

## 오늘날의 사례

### 남극
남극은 남극 조약 제29조항에 따라 어떠한 국가도 영유권을 주장할 수 없는 명목상의 무주지이나, 실제로는 여러 국가가 영유권을 주장하고 있는 사실상의 공동통치령으로 남아 있다.

### 브르츠코구
유럽의 보스니아 헤르체고비나에 위치한 브르츠코구 (Brčko)는 주권국인 보스니아 헤르체고비나와 자치공화국인 스릅스카 공화국 간의 공동통치령으로 남아 있다.

### 아비에이 지역
아프리카 남수단과 수단이 공동 통치하는 아비에이 지역으로, 2005년 제2차 수단 내전이 끝나고 양국이 맺은 포괄평화협정으로 해당 지역에 특별 행정구역 지위가 부여되었다. 수단의 서쿠르두판주, 남수단의 북바르알가잘주에 각각 속해 있다. 2011년 남수단이 수단으로부터 분리 독립해 나오면서 실질적인 공동통치령이 되었다.

### 폰세카만
중앙아메리카의 폰세카만과 하구 바깥 영해는 엘살바도르, 온두라스, 니카라과의 3국 공동통치령으로 남아 있다.

### 모젤강 일대
유럽의 모젤강과 그 지류인 자우어강, 우르강 일대 지역은 독일과 룩셈부르크의 1816년 협약에 따른 공동통치령으로 남아 있다. 해당 지역에는 두 강을 건너는 다리와 크고 작은 하중도 (총 15개)가 속해 있다. 특히 솅겐 인근에 위치한 슈타우스투페아파흐섬 (Staustufe Apach)라는 섬의 끝쪽도 양국의 공동통치령에 해당되는데, 이 섬의 나머지 영토는 프랑스령이라는 점에서 더 특이하다.

### 꿩섬
유럽의 꿩섬은 프랑스와 스페인을 가로지르는 비다소아강의 하중도로서, 프랑스에서는 '콩페랑스 섬' (Île de la Conférence), 스페인에서는 '파이사네스 섬' (Isla de los Faisanes), 그리고 현지 언어인 바스크어로는 '콘판치아섬' (Konpantzia)이라 부른다. 1659년 피레네 협약으로 프랑스와 스페인 양국의 공동통치령이 되었으며, 2월 1일부터 7월 31일까지는 스페인, 8월 1일부터 1월 31일까지는 프랑스의 영토가 된다. 꿩섬은 무인도급의 작은 섬으로 비다소아강의 침식 현상에 의해 조금씩 그 면적이 줄어들고 있다.

## 같이 보기
- 남극
- 꿩섬
- 중립 모레스네
- 오리건 컨트리
- 한스섬